# Chanel
|  | Per a altres significats, vegeu «Chanel (desambiguació)». |

Chanel és una gran empresa francesa, propietat d'Alain i Gerard Wertheimer, que són nets de Pierre Wertheimer, que fou soci de Gabrielle Bonheur Chanel. Chanel s'especialitza en l'alta costura i la roba prêt-à-porter, objectes de luxe i accessoris de moda. L'empresa neix de la mà de la dissenyadora de moda francesa Gabrielle Bonheur Chanel (Coco Chanel), que va ser una de les modistes més prolífiques de la història i una de les més innovadores durant la Primera Guerra Mundial.
Va establir un canvi amb l'opulenta i poc pràctica elegància de la Belle Époque i va crear una línia de roba informal, senzilla i còmoda. També es va consolidar com a dissenyadora de bosses, perfums, barrets i joies. De fet, la seva fragància exclusiva, Chanel N° 5, es va convertir en un producte emblemàtic i és mundialment conegut.
La filosofia i l'estètica de la moda de Coco Chanel li han parlat a les dones amb estil del món sencer potser més que les de qualsevol altre dissenyador anterior o posterior.

## Carrera
Gabrielle Chanel va néixer el 19 d'agost de 1883 a Saumur, França. Quan la seva mare va morir, tenint ella 11 anys, el seu pare va optar per ingressar-la en un asil de monges abans de desaparèixer per sempre. Allí, va aprendre a cosir fins que amb divuit anys va aconseguir una ocupació com a venedora en un negoci de roba interior i de llar. Va compaginar el seu primer treball amb el de cabaretera en un local de Moulins, on va adoptar el sobrenom de Coco.
Activa i desimbolta, Gabrielle desafiava a les lleis socials de l'època parlant de tu a tu amb els homes i elaborant el seu propi vestuari. Va ser llavors quan va conèixer a Boy Capel, el que seria un dels homes més importants de la seva vida, i també el que li va recolzar quan es va traslladar al seu apartament de París i va decidir muntar una botiga de barrets.
En 1908 Coco Chanel iniciava la seva carrera professional. En 1910 obre la seva primera botiga de barrets "Chanel Modes" al número 21 de la rue Cambon de París.
Va guanyar reconeixement ràpidament, ja que era molt bona modista, així que va decidir ampliar el negoci i obrir, a partir de 1918, una nova botiga en el número 31 del mateix carrer. Coco estableix el seu territori en aquest immoble del segle XVIII: a peu de carrer, la boutique i, en la primera planta, el gran saló per presentar les col·leccions. En el gran saló també tenen lloc les proves d'Alta Costura. A continuació, l'escala repleta de miralls condueix al seu apartament, situat en la segona planta, un lloc íntim carregat de tresors. En la planta superior, es troba l'estudi on posteriorment també va treballar Karl Lagerfeld a més dels tallers, banyats per la llum que penetra per les teulades. Aquí alberga totes les seves activitats: taller de joieria, de barrets, d'esports, etc. Avui dia, aquesta configuració ideada per Gabrielle Chanel continua intacta.
En 1927, Chanel acabaria per ocupar fins a cinc immobles, del número 23 al 31 de la rue Cambon.

### Els anys vint
Coco Chanel va tenir nombrosos amants el bagatge cultural dels quals i gustos personals, van inspirar sovint els materials, ornamentació i estils de les seves col·leccions de moda. No obstant això, mai va permetre que un home tingués una influència negativa sobre el seu negoci. Durant tota la dècada dels anys vint, París va seguir dominant la moda internacional, i el comerç de l'alta costura va conèixer una gran expansió. Les principals cases de moda eren Chanel, Patou, Vionnet, Lanvin a la qual es va unir en 1927 Schiaparelli entre d'altres.
Des del final de la Primera Guerra Mundial, la moda femenina havia evolucionat cap al que es va conèixer a França com l'aspecte garçonne, que va aconseguir el seu punt culminant en 1925 i va seguir en vigor, amb pocs canvis, fins a 1929. La dona garçonne ideal exhibia una figura androna, i si no la tenia de manera natural, l'aconseguia, com feien les més decidides amb estrictes règims d'aprimament. La roba es dissenyava per penjar de les espatlles i dissimular els malucs: qualsevol indici de cintura o bust se suprimia amb cotilles elàstiques rectes. El llarg dels vestits es va anar escurçant gradualment fins a arribar just per sota dels genolls; fins llavors, les dones mai havien ensenyat tanta cama.
Chanel i Patou van liderar aquesta tendència. El negoci de la Casa Chanel anava vent en popa, així que, a mesura que augmentava la seva fama, la modista va ampliar la seva producció per incloure perfums, joies i escenografia per a teatre.

### Chanel dissenya per a l'escena
Coco Chanel es relacionava amb cercles d'artistes, escriptors i músics de caràcter progressista. A través d'aquests contactes li va arribar la possibilitat d'aplicar la seva experiència en la moda al disseny de vestuari per als Ballets Russos de Serguei Diàguilev i per a obres de teatre de l'escriptor i artista d'avantguarda Jean Cocteau. També els va proporcionar, a ells i al compositor Ígor Stravinski (de qui en 1921 es deia que era el seu amant), ajuda econòmica.
Pablo Picasso va dissenyar els decorats, les màscares i escuts dels actors i Chanel, el vestuari per a la producció de Cocteau "Antígona".

### Els anys trenta
A l'ensulsiada borsària de Wall Street l'octubre de 1929 li va seguir una depressió mundial que va tenir gran efecte sobre el comerç de luxe, inclosa la moda. A conseqüència de la recessió econòmica en la moda francesa van ser acomiadats 10.000 treballadors per la poca demanda d'alta costura. No obstant això, encara que Chanel va perdre part del seu negoci, va mantenir els seus mercats de l'Índia i Amèrica del Sud, i va seguir vestint a l'elit adinerada i a la moda. En 1930 Chanel va tenir una facturació anual de 120 milions de francs i va donar ocupació a una plantilla d'unes 2.400 persones en 26 tallers. A les seves gammes de joies i perfums, Coco Chanel va afegir el llançament d'articles de tocador i cosmètics.
En 1931 i 1932 els seus ingressos van augmentar significativament gràcies al seu treball a Hollywood, pel qual va guanyar 2 milions de dòlars.
Les repercussions econòmiques de la Gran Depressió, accentuades per les tensions polítiques generades per l'augment del suport popular a les tendències polítiques d'extrema dreta, van tenir com a conseqüència una creixent antipatia cap al que es percebia com una subversió cultural de la modernitat. En la moda, tot això es va concretar en el gust pel neoclàssic i el ressorgiment dels estils victorians, així com en la imatge idealitzada de l'abillament rural. L'excepció va ser el surrealisme, que va exercir una important influència sobre el paper de la moda i en alguns dissenys concrets, però no va interessar de manera especial a Chanel, malgrat la seva amistat amb Salvador Dalí.
Cap a 1930, les cases d'alta costura havien abandonat la imatge garçonne. Es mantenia el gust per les formes esveltes, però les teles es tallaven i frunzien per accentuar el cos femení. Per a la roba de nit això s'aconseguia amb teles suaus com el teixit de setí, que es tallaven de biaix per seguir les línies de la figura sense arrugues ni frunzits. Les tècniques cares i laborioses com els brodats o adorns, van ser abandonats.
En les peces de dia i de nit, Chanel va començar a col·locar aplicacions rígides al voltant de colls i punys en sorprenents contrastos, sovint blancs sobre un vestit negre. Aquesta imatge havia de convertir-se en un dels seus molts estils característics. El negre i el blanc formaven els pilars de les seves col·leccions per a dia, amb tocs de vermell, verd, marró i ametista, mentre que recorria sovint al marró-mostassa per a abrics i peces esportives. Els seus vestits jaqueta tenien els cossos bombatxos, la qual cosa donava un efecte d'amplitud, subratllat per l'ús de corbates de llaç, que feien que la cintura semblés fins i tot més fina. Cap a mitjans dels anys trenta es va accentuar aquesta tendència amb l'ús de muscleres. Chanel sempre va prestar una atenció especial al tall de les seves mànigues, de manera que permetessin una gran comoditat de moviments sense distorsionar la línia de la peça.

### L'estil de Chanel
L'afició de mademoiselle Chanel pel masculí i per trobar la funcionalitat, l'emancipació i la comoditat en l'estil, van marcar la trajectòria de la dissenyadora i de la seva marca.

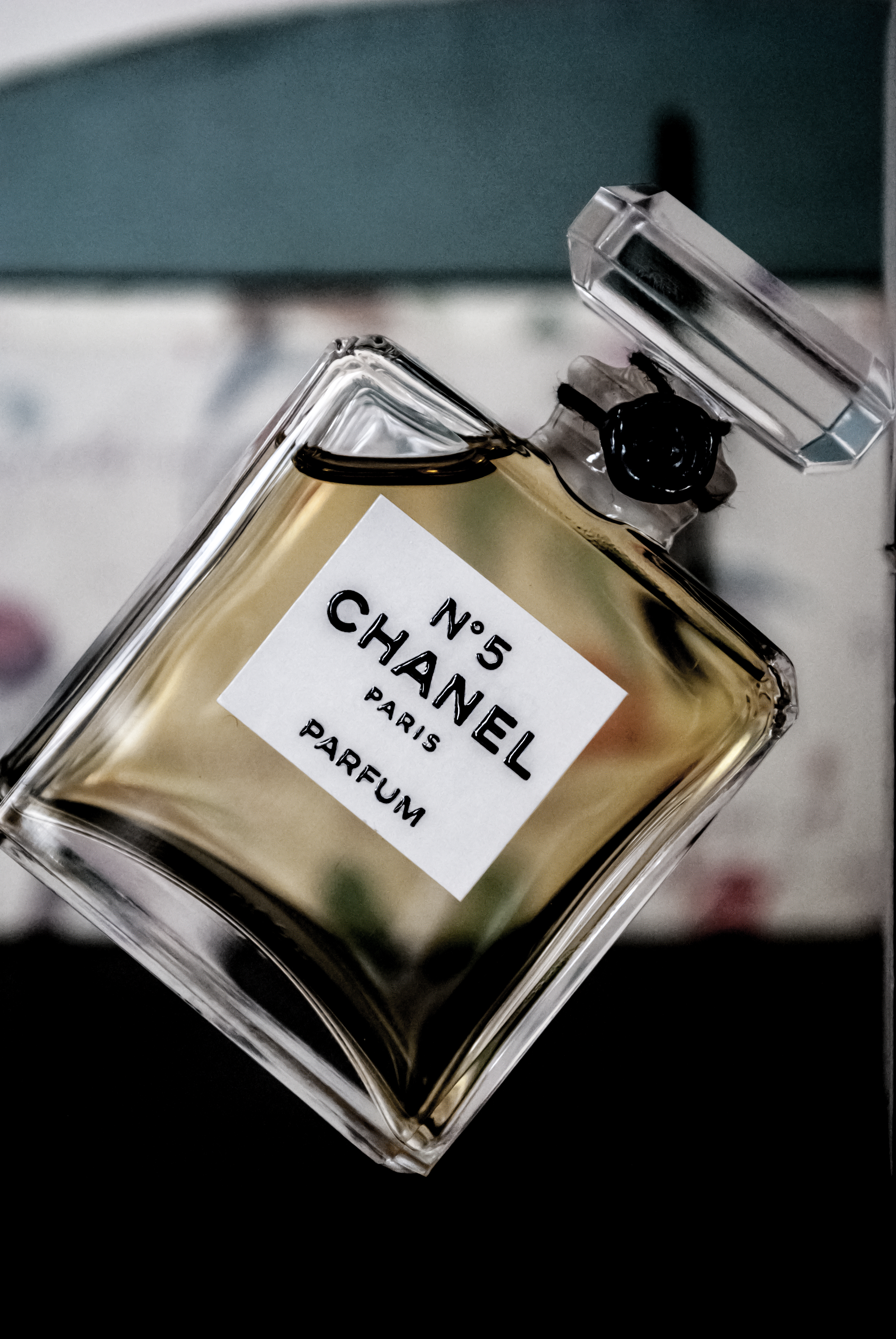
Perfum Chanel N° 5

Començant pels barrets canotiers i passant pels vestits de punt, els jerseis o les jaquetes de tweed, la dissenyadora buscava amb freqüència la inspiració en l'armari dels seus amants homes. A ella li devem la passió pel negre, el tweed, la popularització de les perles i un altre bon grapat de fites.

## Els perfums
«El perfum anuncia l'arribada d'una dona i allarga la seva marxa» Gabrielle Chanel. 
En 1924, Pierre Wertheimer va fundar Parfums Chanel, per a produir i vendre perfums i cosmètics; La perfumeria va resultar ser la divisió comercial més rendible de la corporació Chanel SA. Des de la seva creació, la divisió Parfumerie Chanel ha emprat quatre perfumistes:
- Ernest Beaux (1920–1961)
- Henri Robert (1958–1978)
- Jacques Polge (1978–2015)
- Olivier Polge (2015-present)

### Chanel N° 5
El Chanel N° 5 neix en el 1921 i va ser la primera fragància en portar el nom d'un dissenyador de moda en l'etiqueta. Fins a aquesta data, les fragàncies havien reproduït aromes de flors identificables. El Nº5 va ser el primer perfum abstracte, una combinació de vuitanta ingredients barrejats per l'eminent químic francès Ernest Beaux. Va imposar un vocabulari olfactori totalment nou que el poeta Mallarmé anomenava «l'absent de tot ram de flors»- i va trencar les convencions del llenguatge conservant la denominació de la prova de laboratori, que era també el número de la sort de Mademoiselle: el N°5.

#### Història
Coco Chanel, en un moment de baixada del seu negoci, va pensar a crear un perfum per a poder regalar als seus 100 millors clients. Clientes refinades que els agradés l'olor d'un perfum fresc i floral que recordés a la dona elegant parisenca.
La història comença en 1920, quan Gabrielle Chanel va conèixer al perfumista d'origen rus, Ernest Beaux, al qual li proposa el repte de crear un perfum femení amb essència de dona, extraordinari, poderós i que resumís la seva vida passada. Un any més tard, Beaux va viatjar fins al cercle polar àrtic, on va trobar en el sol de mitjanit la seva inspiració. En el seu procés creatiu va arribar a barrejar fins a 80 essències: flor de taronger amarg, Jasminum officinale de Grassa, rosa, fusta de sàndal, vainilla, vetiver d'Haití i nerolí entre d'altres.
Ernest Beaux va presentar a Coco envasos de laboratori numerats. Ella va triar el que estava numerat amb el 5 perquè l'aroma li recordava la seva infància enmig dels camps de Grassa al sud de França i perquè el 5 era el seu número preferit. A aquest nº5, Beaux li havia afegit un component orgànic nou en l'època, anomenat aldehid que intensificava les notes olfactòries florals sense necessitat d'afegir més essència. Els aldehids són les substàncies químiques que van aconseguir que el 5 no pogués associar-se amb l'olor de res conegut, notes sintètiques basades en una aroma que li recordaven el perfum extremadament fresc que havia olorat més enllà del cercle polar. Les associa al gessamí de Grassa i a la rosa de maig, i crea l'Eau de Toilette N°5 (intens preludi d'ilang-ilang i del nerolí amb una estela potenciada per la fusta de sàndal) en el 1921.
En 1924 Pierre Wertheimer, propietari dels cosmètics Bourjois, es va citar amb ella en un hipòdrom parisenc, en les carreres de Longchamps. D'aquesta reunió va néixer Parfums Chanel, una societat amb percentatge majoritari de Wertheimer fundada per a comercialitzar els perfums i productes de bellesa de la casa de costura. En el mateix any 1924 el Chanel Nº5 es va publicitar per primera vegada en el New York Times, amb una imatge sòbria de la fragància i un maniquí (com si es tractés d'un esbós) realitzat per la mateixa Coco. En 1937 va ser la primera vegada que la mateixa Grabielle Chanel posava per a Harper's Bazaar per a promoure el seu perfum. A partir de 1957 Parfums Chanel va començar a publicitar Chanel Nº5 amb imatges de celebritats com Suzy Parker, Carole Bouquet, Catherine Deneuve, Estella Warren, Marilyn Monroe, Nicole Kidman, Brad Pitt i Gisele Bündchen entre d'altres. És rellevant la famosa campanya publicitària que Marilyn Monroe va fer en els anys 50 en confessar públicament que dormia nua amb unes gotes de Chanel Nº5.
Els perfums Chanel tenien tant èxit i produïen tants beneficis que els drets de la seva venda van assegurar la independència econòmica de Chanel per la resta de la seva vida, i han afermat econòmicament la marca des de llavors.
En el 2005, de 52.000 a 80.000 flors són necessàries per a 100 mil·lilitres d'un sol flascó de Chanel Nº 5 que requereixen setze hores de recol·lecció, totalment a mà, pagades a 90 francs cadascuna als Alps Marítims.
Des de 1921 que va començar a comercialitzar-se exclusivament en la Rue de Cambon, es calcula que el perfum ha venut  una fragància cada 30 segons a tot el món.  

#### El flascó
L'estètica de l'envàs ha canviat molt encara que continua recordant a l'envàs de laboratori amb la qual es van presentar les proves d'aquesta fragància. També diuen que el dissenyador del flascó es va inspirar en els flascons que Boy Capel (l'amant de Gabrielle Chanel en aquella època) guardava en el seu necesser, uns moderns flascons d'influència cubista a l'estil dels de farmàcia. El tap tallat en forma de diamant es va inspirar en la Plaça Vendôme on està situat l'Hotel Ritz, i que va ser l'habitatge de Gabrielle Chanel durant 34 anys.
Des de 1921, Chanel ha practicat l'art del baudruchage per a segellar les ampolles de Parfum. Realitzat a mà, consisteix a cobrir el coll de l'ampolla amb una membrana fina, que es manté en el seu lloc mitjançant un fil de cotó perlat, i després se segella amb un segell de cera negra.

#### Cronologia
- Extracte: Del 1921 va ser definit en el seu moment com un luxe absolut.
- Eau de Toilette: Creat per Ernest Beaux a l'any 1924. Controlada per la intensitat del neroli de Grassa i també per la prolongació del vetiver i la vainilla.
- Eau de Parfum: En 1978 Jacques Polge entra a treballar per a la Maison i en el 1986, reinterpeta i crea l'Eau de Parfum on es dona una vivacitat de notes en la sortida i un toc suau de vainilla.[8]
- Eau Première: Per Jacques Polge en el 2008, és l'única creada des d'un punt de vista totalment diferent. Nova interpretació olfactòria de notes aèries i lleugeres amb una harmonia sedosa que revela la faceta dolça i delicada del Nº5.[8] El mateix Jacques Polge comenta que "abans de la guerra es coneixien sis tipus de gessamí, ara hi ha més de 200. Això em va donar la possibilitat d'usar diferents facetes d'aquesta flor. Li vaig donar més suavitat i transparència perquè ara sabem com descolorir un líquid sense difuminar l'olor, la qual cosa no es podia fer quan va ser creat”.[18]
- L'Eau: Per Olivier Polge (fill de Jacques Polge) en el 2016.[19]

### Chanel No. 19
El perfum Chanel No. 19 es va comercialitzar per primera vegada en 1971. El No. 19 va ser triat per a commemorar l'aniversari de Coco Chanel, el 19 d'agost. El perfum va ser llançat un any abans de la seva mort. L'aroma va ser creada per Henri Robert.
El No. 19 és una aroma verda balsàmica, en comparació amb el Chanel aldehídic No. 5, el Chanel floral No. 22 i el Chanel verd ambrette No. 18. El perfum pur i l'eau de parfum tenen un lleuger tint verdós, i l'eau de toilette és de color verd pàl·lid. Es considera un perfum imbatible per l'alta qualitat dels seus ingredients i la forta personalitat de l'iris, fresc i empolsat, enfilat amb una successió infinita de notes verdes i un fons elegant que recupera la faceta enfustada de l'ambre gris.
La llegenda explica que Coco Chanel tenia un perfum que preferia per sobre dels altres i que aquest perfum era Chanel núm. 19. Mademoiselle Coco va ordenar que no es fabriqués massivament i ho reservava per a ella i algunes de les seves amigues.
Des de la seva creació en 1970 fins a l'actualitat s'han creat tres interpretacions diferents i totes van ser fetes per Henri Robert. En 2011 es llança una nova interpretació d'aquest clàssic: el Nº19 Poudré realitzat per Jacques Polge i Christopher Sheldrake.
- Extracte: Fet en 1970, igual que l'Eau de Toilette, aquest és una associació de les matèries més clàssiques de la perfumeria. Harmonia i equilibri perfectes.
- Eau de Parfum: Enriquit amb Jacint en la faceta verda ho fa una interpretació envolupant i molt elegant.
- Eau de Toilette: En el seu preludi dona una harmonia blanca i verd, en el cor és vellutada de lliri de Florència, una flor estranya i preuada.[23]

## Bosses i accessoris

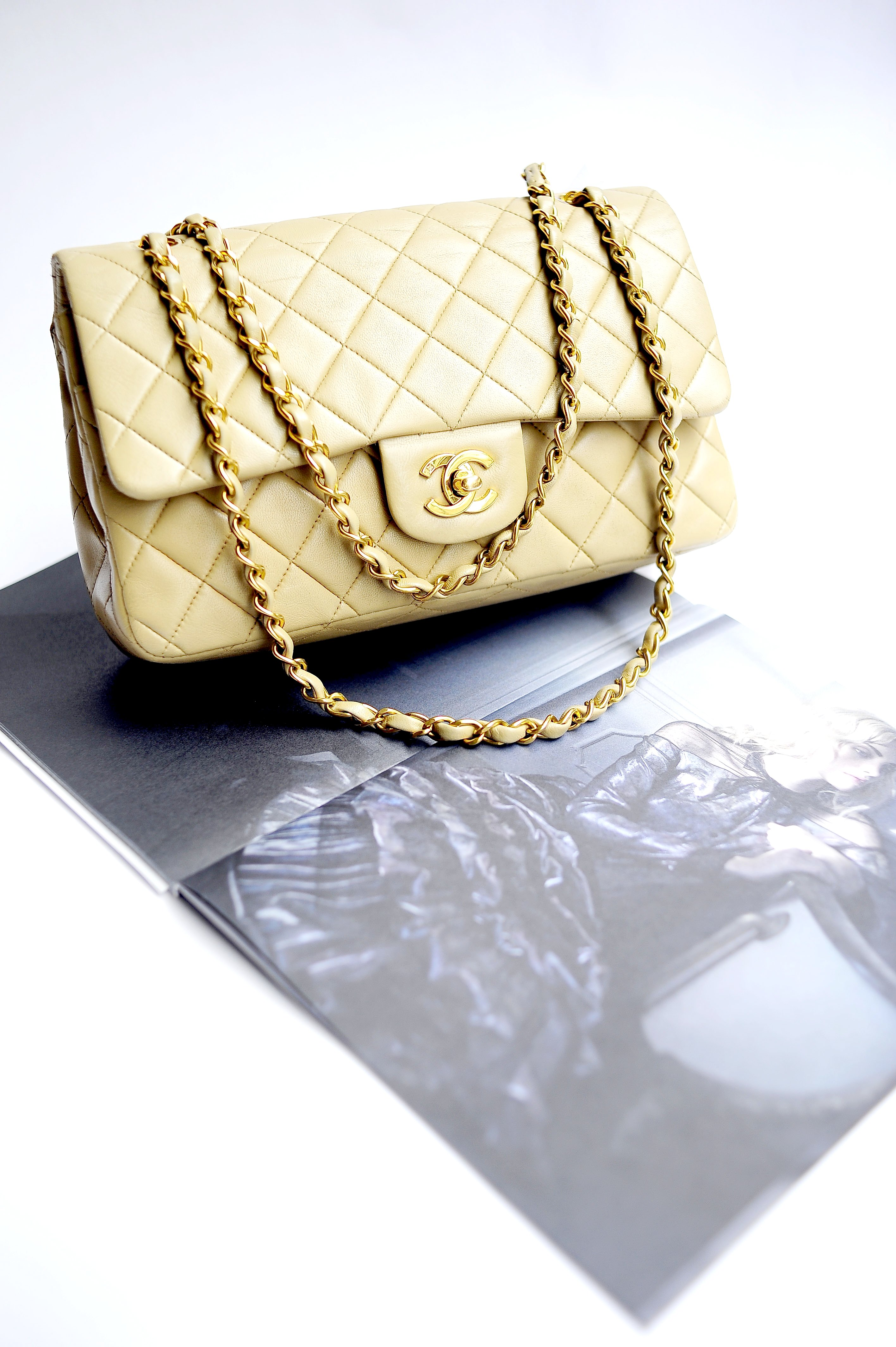
Bossa Chanel 2.55.

Els accessoris exerceixen un important paper en la indústria de la moda de luxe, i, en particular, des dels anys vuitanta les vendes de bosses constitueixen una porció significativa d'aquest mercat.
En 1980, Frances Stein, contractada com a dissenyadora d'accessoris per Chanel, va introduir pells més suaus i flexibles, com la pell d'ovella o de «caviar», en la fabricació de la bossa 2.55. També a ella es deu el distintiu tancament de la C entrecreuada.
Des de llavors, la multiplicació de grandàries en aquest model, des del més diminut fins al més gran, i embellit per tota una gamma de colors, adorns i promoció per part de les celebritats, amb un enorme increment de vendes.
En 2005 Karl Lagerfeld va rellançar el disseny original, que incloïa el tancament davanter rectangular «Mademoiselle».

## Directors creatius i Karl Lagerfeld

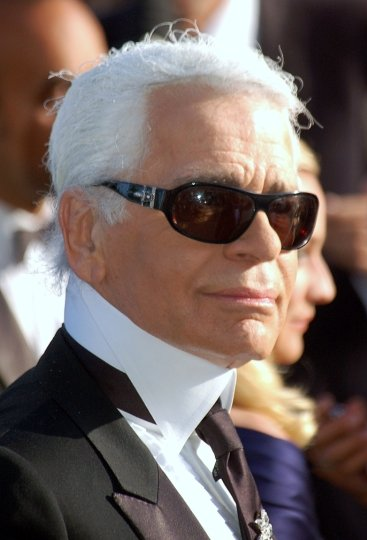
Karl Lagerfeld

En els anys immediats a la defunció de la modista Coco Chanel (de 1971 a 1973), la marca va contractar a Gaston Berthelot, que havia col·laborat anteriorment amb Dior, per treballar amb els quatre premiers d'atelier. Junts van crear quatre col·leccions de dissenys clàssics en la tradició de Chanel, al mateix temps que intentaven arribar a nous mercats i públics.
En 1973 Ramón Esparza, que havia col·laborat amb Balenciaga, va prendre el relleu de Berthelot, però solament va durar fins a la col·lecció de tardor-hivern.
A l'any següent, Alain Wertheimer, va assumir el càrrec de director executiu i es va concentrar a expandir l'empresa als Estats Units i el públic juvenil. En 1978 la casa va presentar la seva primera línia de prêt-à-porter, dissenyada per Philippe Guibourgé i va obrir boutiques als Estats Units, Canadà i Europa, així com en la planta baixa dels locals de Chanel de la rue Cambon. El continu canvi de dissenyadors resultava simptomàtic de la dificultat per trobar un hereu d'acord amb el llegat de la creadora. Fins a 1983, quan Karl Lagerfeld va ser nomenat director creatiu per a l'alta costura, el prêt-à-porter i els accessoris, la companyia Chanel no va tornar a generar titulars al món de la moda.
Karl Lagerfeld va ser un creador prolífic, versàtil i de gran talent. Des de 1965 va dissenyar per Fendi, i en 1984 va llançar la seva pròpia marca. Des de 1987 també es va llaurar una reputació com a fotògraf, i va ser l'autor de moltes imatges promocionals per a la casa. La col·lecció amb la qual Lagerfeld va debutar en l'alta costura per Chanel va ser presentada el gener de 1983. Lagerfeld continua fent referència als temes i dissenys característics de Chanel fins a la seva mort, de vegades retent homenatge a l'estètica de Coco Chanel, però en altres ocasions actualitzant les seves propostes amb enginy i irreverència. Igual que Chanel, dissenyà inequívocament per al present, i a més d'atendre als gustos sofisticats i madurs va aconseguir interessar a una generació de clientes més joves amb les seves minifaldilles de tweed, les seves jaquetes que deixen els melics a l'aire i la seva logomania.

## Col·leccions de Chanel
| Dissenyador    | Temporada                             | Ciutat    | Lloc on es va dur a terme | Dades de presentació  | Línia         | Notes | Disponible en les boutiques |
| -------------- | ------------------------------------- | --------- | ------------------------- | --------------------- | ------------- | --- | --------------------------- |
| Karl Lagerfeld | Tardor-Hivern 2010/2011               | París     | Grand Palais              | 6 de juliol de 2010   | Alta Costura  | Es va construir un lleó d'or de 25 metres d'alt. | Es fan per comanda.         |
| Karl Lagerfeld | Primavera-Estiu 2011                  | París     | Grand Palais              | 5 d'octubre de 2010   | Prêt-à-porter | Es va recrear un Edèn i una orquestra va tocar en viu. | Març de 2011                |
| Karl Lagerfeld | Métiers D'Art Paris-Byzance 2011/2012 | París     | 31 Rue Cambon             | 7 de desembre de 2010 | Prêt-à-porter | Es va recrear un Palau «Bizantí». | Maig de 2011                |
| Karl Lagerfeld | Primavera-Estiu 2011                  | París     | Pavilion Cambon-Capucines | 25 de gener de 2011   | Alta Costura  | Kristen McMenamy va tancar la desfilada. | Es fan per comanda.         |
| Karl Lagerfeld | Tardor-Hivern 2011/2012               | París     | Grand Palais              | 8 de març de 2011     | Prêt-à-porter | Es va recrear un jardí tètric. | Setembre de 2011            |
| Karl Lagerfeld | Cruise 2011/2012                      | Antibes   | Hotel Cap-Eden-Roc        | 9 de maig de 2011     | Prêt-à-porter | Va ser a l'aire lliure. | Novembre de 2011            |
| Karl Lagerfeld | Tardor-Hivern 2011/2012               | París     | Grand Palais              | 5 de juliol de 2011   | Alta Costura  | Es va recrear la Plaça Vendôme de nit. | Es fan per comanda.         |
| Karl Lagerfeld | Primavera-Estiu 2012                  | París     | Grand Palais              | 4 d'octubre de 2011   | Prêt-à-porter | Es va construir un espai submarí, i va cantar en viu Florence Welch. | Març de 2012.               |
| Karl Lagerfeld | Métiers D'Art Paris-Bombay 2012/13    | París     | Grand Palais              | 6 de desembre de 2011 | Prêt-à-porter | Es va recrear un palau hindú. | Maig de 2012                |
| Karl Lagerfeld | Primavera-Estiu 2012                  | París     | Grand Palais              | 24 de Gener de 2012   | Alta Costura  | Es va convertir el Grand Palais de París en un avió i als seus models en hostesses | Es fa per encàrrec.         |
| Karl Lagerfeld | Tardor-Hivern 2012/13                 | París     | Grand Palais              | 6 de Març de 2012     | Prêt-à-porter | Es va crear un espai extraterrestre amb kriptonita incrustada en tot l'escenari | Setembre de 2012.           |
| Karl Lagerfeld | Resort 2012/13                        | Versalles | Château de Versailles     | 14 de Maig de 2012    | Prêt-à-porter | La desfilada es va realitzar a Versalles, recreant a Maria Antonieta d'Àustria. | Novembre de 2012            |
| Karl Lagerfeld | Tardor-Hivern 2012/13                 | París     | Grand Palais              | 3 de Juliol de 2012   | Alta Costura  | Es va recrear l'interior d'un palau a l'estil Vintage | S'elaboren per comanda      |
| Karl Lagerfeld | Primavera/Estiu 2013                  | París     | Grand Palais              | 2 d'Octubre de 2012   | Prêt-à-porter | Es va recrear un parc eòlic, amb diversos molins. | Març, 2013                  |
| Karl Lagerfeld | Métiers D'Art Paris-Edinburgh 2013/14 | Escòcia   | Linlithgow Palace         | 5 de desembre de 2012 | Prêt-à-porter | Es va realitzar en un Palau escocès, mentre nevava. | Maig, 2013                  |
| Karl Lagerfeld | Primavera-Estiu 2013/14               | París     | Grand Palais              | 26 de gener de 2013   | Alta Costura  | Es va construir un bosc màgic on les models tenien looks de Fades | Es fan per comanda.         |
| Karl Lagerfeld | Tardor-Hivern 2013/14                 | París     | Grand Palais              | 6 de Març de 2013     | Prêt-à-porter | En el centre girava el planeta Terra de nit on es localitzaven les botigues Chanel al món. | Septembre de 2013.          |
| Karl Lagerfeld | Cruise 2013/2014                      | Singapur  | Dempsey Hill              | 9 de maig de 2013     | Prêt-à-porter | Es va realitzar a Singapur, amb peces inspirades en el Cricket. | Novembre de 2013            |
| Karl Lagerfeld | Tardor-Hivern 2013/14                 | París     | Grand Palais              | 2 de Juliol de 2013   | Alta Costura  | Es va recrear un antic teatre destruït, en el qual, s'obria el teló i es descobria una ciutat futurista. Les models sortien dels costats de l'escenari amb looks que evocaven a un film de Fritz Lang amb barrets de tall futurista i peces cobertes de lluentors. | S'elaboren per comanda      |